# Tit Atili Ticià
Tit Atili Ticià (llatí: Titus Atilius Titianus) va ser un senador romà del segle ii que va desenvolupar la seva carrera política sota els imperis de Trajà, Hadrià i Antoní Pius
El seu primer càrrec conegut va ser el de consul ordinarius en 127, sota Hadrià juntament amb Marc Esquil·la Gal·licà. Ja en època d'Antoní Pius, va conspirar contra aquest emperador per ocupar el tron; però fou descobert, va ser jutjat pel Senat i condemnat a mort. També va ser sotmès a la damnatio memoriae